# Diga di Sultansuyu
La diga di Sultansuyu è una diga della Turchia. Si trova nella provincia di Malatya.